# تاكاكازو سوزوكي
تاكاكازو سوزوكي (باليابانية: 鈴木 武一) (مواليد 8 أبريل 1956)، هو لاعب كرة قدم ياباني سابق كان يلعب كلاعب وسط.

## وصلات خارجية
- J.League Data Site (باليابانية)